# 유키역 (도쿠시마현)
유키역(일본어: 由岐駅 ゆきえき[*])은 일본 도쿠시마현 가이후군 미나미정에 위치한 시코쿠 여객철도 무기 선의 철도역이다. 역 번호는 M18이며, 상대식 승강장 2면 2선의 구조를 갖춘 지상역이다.

## 이용 현황
| 연도     | 이용 인원 | 연도     | 이용 인원 |
| 1995년도 | 305       | 2003년도 | 179       |
| 1996년도 | 297       | 2004년도 | 168       |
| 1997년도 | 260       | 2005년도 | 146       |
| 1998년도 | 242       | 2006년도 | 153       |
| 1999년도 | 231       | 2007년도 | 151       |
| 2000년도 | 216       | 2008년도 | 144       |
| 2001년도 | 212       | 2009년도 | 137       |
| 2002년도 | 200       | 2010년도 | 121       |
| -------- | --------- | -------- | --------- |

## 역 주변
- 미나미 정 유키 지소

## 역사
- 1939년 12월 14일 : 개업.
- 1987년 4월 1일 : 일본국유철도 분할 민영화에 의해, 시코쿠 여객철도가 승계.
- 2010년 9월 1일 : 무인화.

## 인접 역
| 시코쿠 여객철도 무기 선       | 시코쿠 여객철도 무기 선 | 시코쿠 여객철도 무기 선     |
| ----------------------------- | ----------------------- | --------------------------- |
| M 15 구와노 도쿠시마 방면     | 특급 '무로토'           | 히와사 M 21 가이후 방면     |
| M 17 아와후쿠이 도쿠시마 방면 | 보통                    | 다이노하마 (임) 가이후 방면 |